# Maynard Ferguson
Walter Maynard Ferguson (Verdun, 4 maggio 1928 – Ventura, 23 agosto 2006) è stato un trombettista, compositore e bandleader canadese.

## Dal Canada agli Stati Uniti
Nato in una famiglia di musicisti (la madre era violinista nella Ottawa Symphony Orchestra, il padre insegnante a una high school), lui e il fratello Percy ricevevano in regalo strumenti musicali. All'età di 4 anni suonava già il violino e il pianoforte. A soli 9 anni entrò al French Conservatory of Music e a 11 anni si esibì come solista con la Canadian Broadcasting Company Orchestra. Frequentò poi anche la Montreal High School Victory Serenades ma all'età di 15 anni decise di proseguire soltanto gli studi musicali, come vocazione. In quel periodo suonava in un'orchestra da ballo che comprendeva un giovanissimo Oscar Peterson.
Dopo aver trascorso nel 1947 un breve periodo negli Stati Uniti lavorando inizialmente con l'orchestra di Boyd Raeburn, l'anno successivo si trasferì definitivamente a New York, suonando con Jimmy Dorsey e Charlie Barnet.
Il suo vero trampolino di lancio fu però l'orchestra di Stan Kenton. Suonò con Kenton dal 1950 al 1954 e l'uso del suo incredibile registro acuto e della sua tecnica sfavillante, sia in sezione che come solista, lo rese immediatamente famoso in tutti gli Stati Uniti. Definito come The Fire-Breathing Trumpeter, fu votato dalla rivista Down Beat come miglior trombettista per ben 3 anni consecutivi.
Uscito dall'orchestra di Kenton, nel 1954 firmò un contratto come musicista di studio con la Paramount Pictures, registrando molte colonne sonore tra cui il kolossal I dieci comandamenti (The Ten Commandments) e una grande quantità di sigle per programmi televisivi (tra cui Ironside). Nel 1955 Ferguson lavorò anche con Leonard Bernstein per l'esecuzione dei Titans di William Russo, con la New York Philharmonic Orchestra.
L'anno seguente formò la sua prima orchestra di 13 elementi, con musicisti che lavoravano come lui alla Paramount. L'orchestra registrò The Birdland Dreamband e si fece subito notare per la mordente precisione delle sezioni dei fiati, seguito immediatamente da Message From Newport, con esplosivi assoli di Ferguson e alcuni dei migliori arrangiamenti firmati da Don Sebesky, Don Menza, e Slide Hampton.
Nel 1959 l'International Critic's Poll, diretto dal Down Beat, votò la Maynard Ferguson Orchestra come “new star” nella categoria big band. Dagli anni sessanta, col calo di popolarità delle big band, iniziò ad esibirsi sempre più frequentemente in sestetto.

## Rinnovo spirituale in India

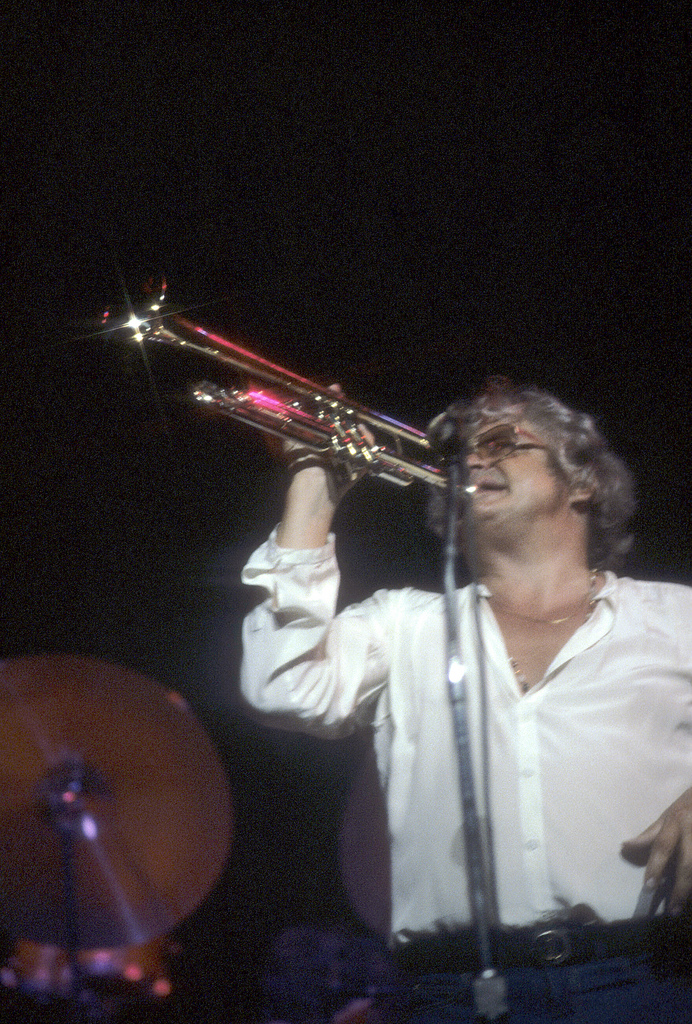
Maynard Ferguson, San Francisco 1978

Nel 1968 e 1969 Ferguson si avvicinò alla scuola del Krishnamurti, presso la Rhishi Valley School vicino a Madras, in India, che aprì i suoi orizzonti musicali e spirituali grazie alle discipline yoga. Si trasferì poi in Inghilterra, dove diresse una band chiamata Top Brass e girò in lungo e in largo l'Europa con vari tipi di ensemble.
Nel 1969 firmò un contratto con la CBS Records inglese e creò un repertorio per la sua nuova band, con una formula che comprendeva pop, rock e musica elettronica, perfettamente in linea con le tendenze degli anni settanta. Le sue incisioni MF Horn 1 e MF Horn 2 sono testimonianze molto significative delle tendenze musicali dell'epoca, con brani come McArthur Park e vivaci riarrangiamenti di brani dei Beatles, come Hey Jude.

## Ritorno negli Stati Uniti
Tornato negli Stati Uniti, per due settimane divise il palco del Birdland a New York con Miles Davis. Dopo pochi mesi arrivò il successo mondiale con la sua versione disco di Gonna Fly Now, colonna sonora del film Rocky. Ferguson fu catapultato nelle hit parade di tutto il mondo e ottenne la nomination al Grammy Award nel 1978. Per tutti gli anni ottanta girò con la sua band High Voltage, in stile prevalentemente fusion-funk.

## In Italia
Ferguson incise come tromba solista la colonna sonora del film La prima notte di quiete di Valerio Zurlini (1972),  assieme a Gianni Basso al sax tenore. La musica è di Mario Nascimbene, l'orchestra è diretta da Roberto Pregadio
Nell'estate 1977 venne invitato in Italia dalla Rai come ospite d'onore del programma televisivo Auditorio A. Nella puntata condotta da Gino Paoli eseguì, con la grande orchestra diretta da Pino Presti, Gonna Fly Now e Conquistador.
Precedentemente, nel 1973, aveva suonato al Jazz Power di Milano, sul cui palcoscenico si esibirono in quegli anni molti grandi nomi della scena jazz internazionale.

## Big Bop Nouveau Band
Negli ultimi anni '80 Maynard formò la Big Bop Nouveau Band, un gruppo di 10 elementi che torna ad un repertorio jazz più tradizionale, vicino al be bop e all'hard bop, quel tipo di musica che lo rese famoso negli anni '50, portando avanti la tradizione stilistica delle grandi orchestre.

## La morte
Morì il 23 agosto 2006 al Community Memorial Hospital di Ventura (California) all'età di 78 anni. Accanto a lui, le figlie Kim, Lisa, Corby e Wilder.

## Discografia

### Leader
- 1955 – Jam Session featuring Maynard Ferguson
- 1956 – Maynard Ferguson's Hollywood Party
- 1956 – Around the Horn with Maynard Ferguson
- 1956 – Dimensions
- 1955 – Maynard Ferguson Octet
- 1957 – Maynard Ferguson and His Birdland Dream Band
- 1957 – The Birdland Dream Band, Vol. 2
- 1957 – Boy with Lots of Brass
- 1958 – Swingin' My Way Through College
- 1958 – A Message from Newport
- 1959 – A Message from Birdland
- 1959 – Maynard Ferguson Plays Jazz for Dancing
- 1960 – Newport Suite
- 1960 – Let's Face the Music and Dance
- 1961 – Maynard '61
- 1961 – Double Exposure con Chris Connor
- 1961 – "Straightaway" Jazz Themes
- 1961 – Two's Company  con Chris Connor
- 1962 – Maynard '62
- 1962 – Si! Si! M.F.
- 1963 – The New Sounds of Maynard Ferguson
- 1963 – Message from Maynard
- 1963 – Maynard '63
- 1964 – Maynard '64
- 1964 – Come Blow Your Horn
- 1964 – Color Him Wild
- 1964 – The Blues Roar
- 1965 – The Maynard Ferguson Sextet
- 1966 – Ridin' High
- 1967 – Trumpet Rhapsody
- 1968 – The Ballad Style of Maynard Ferguson
- 1968 – Maynard and Gustav
- 1970 – M.F. Horn
- 1971 – Maynard Ferguson
- 1972 – M.F. Horn Two
- 1973 – M.F. Horn 3
- 1974 – M.F. Horn 4&5: Live At Jimmy's
- 1974 – Chameleon
- 1976 – Primal Scream
- 1977 – Conquistador
- 1977 – New Vintage
- 1978 – Carnival
- 1979 – Hot
- 1980 – It's My Time
- 1981 – Hollywood
- 1983 – Storm
- 1983 – Live from San Francisco from the Great American Music Hall
- 1986 – Body and Soul
- 1987 – High Voltage
- 1988 – High Voltage 2
- 1990 – Big Bop Nouveau
- 1992 – Footpath Cafe
- 1994 – Live from London
- 1994 – Live at Peacock Lane Hollywood 1957
- 1994 – These Cats Can Swing
- 1995 – Live at the Great American Music Hall Part 2
- 1996 – One More Trip to Birdland
- 1998 – Brass Attitude
- 1999 – Big City Rhythms con Michael Feinstein
- 2001 – Swingin' for Schuur con Diane Schuur
- 2006 – M.F. Horn VI: Live at Ronnie's